# Flip Flap Railway
Flip Flap Railway是一座回环式木制过山车，该过山车曾在纽约布鲁克林科尼岛的保罗博伊顿海狮公园运营多年。该过山车于1895年启用，是北美最早运营的回环过山车之一。它还因其工程设计以及因此给乘客带来的巨大G力而闻名。

## 历史和设计
第一座回环式过山车于19世纪中叶在欧洲建造。这些被称为“离心铁路”的游乐设施最初设计作为临时性的娱乐设施，但并不成功。 
1888年，设计师莉娜·比切尔 (Lina Beecher) 在俄亥俄州托莱多对Flip Flap Railway进行了测试，之后该过山车被转移到康尼岛。 在允许人类乘客游玩过山车之前，他们用沙袋和猴子对过山车进行了测试。 该过山车只有一条轨道，每辆车上两人并排坐着，形成一纵列。 海狮公园开发商博伊顿很喜欢比切尔的过山车，并决定将其搬到海狮公园。 
1902年，Flip Flap Railway和海狮公园一起关闭。虽然海狮公园于1903年被月亮公园所取代，但Flip Flap Railway并没有被保留下来，因为它不再那么受欢迎。  双人座车厢也意味着过山车很难盈利。 

## 乘坐体验
与欧洲早期的离心铁路一样，Flip Flap Railway也因其对乘客产生的极大重力而臭名昭著。过山车的回环是正圆形，而且直径只有7.6（25英尺） ，这意味着它可以产生大约12 g0（120 m/s2）的重力加速度。 这导致乘客常常感到不适，甚至造成颈部扭伤。 现代环形过山车采用水滴形的回环形状，大大降低了重力加速度。 

### G力大小争议
当时的报道和后来的相关人员复述都声称，Flip Flap Railway让乘客承受高达12 G的力。然而，对该游乐设施的设计、速度和尺寸的现代分析表明，这些数字可能被夸大了。考虑到该过山车预计的最高速度约为每小时35至40英里，以及其25英尺（7.6米）圆形回环的几何形状，计算表明，乘客实际受到的力在6至8G之间。虽然按照现代过山车的标准来看，这个水平仍然极高，足以造成伤害或不适，但它明显低于通常引述的12G。 